# Fútbol en la República del Congo
El fútbol es el deporte más popular en la República del Congo. No obstante, debe tenerse en cuenta que este país tiene una muy escasa tradición deportiva, hasta el punto de que nunca ha obtenido medallas olímpicas en ningún deporte, por lo que su posición en el fútbol internacional tiene limitada importancia.

## Competiciones

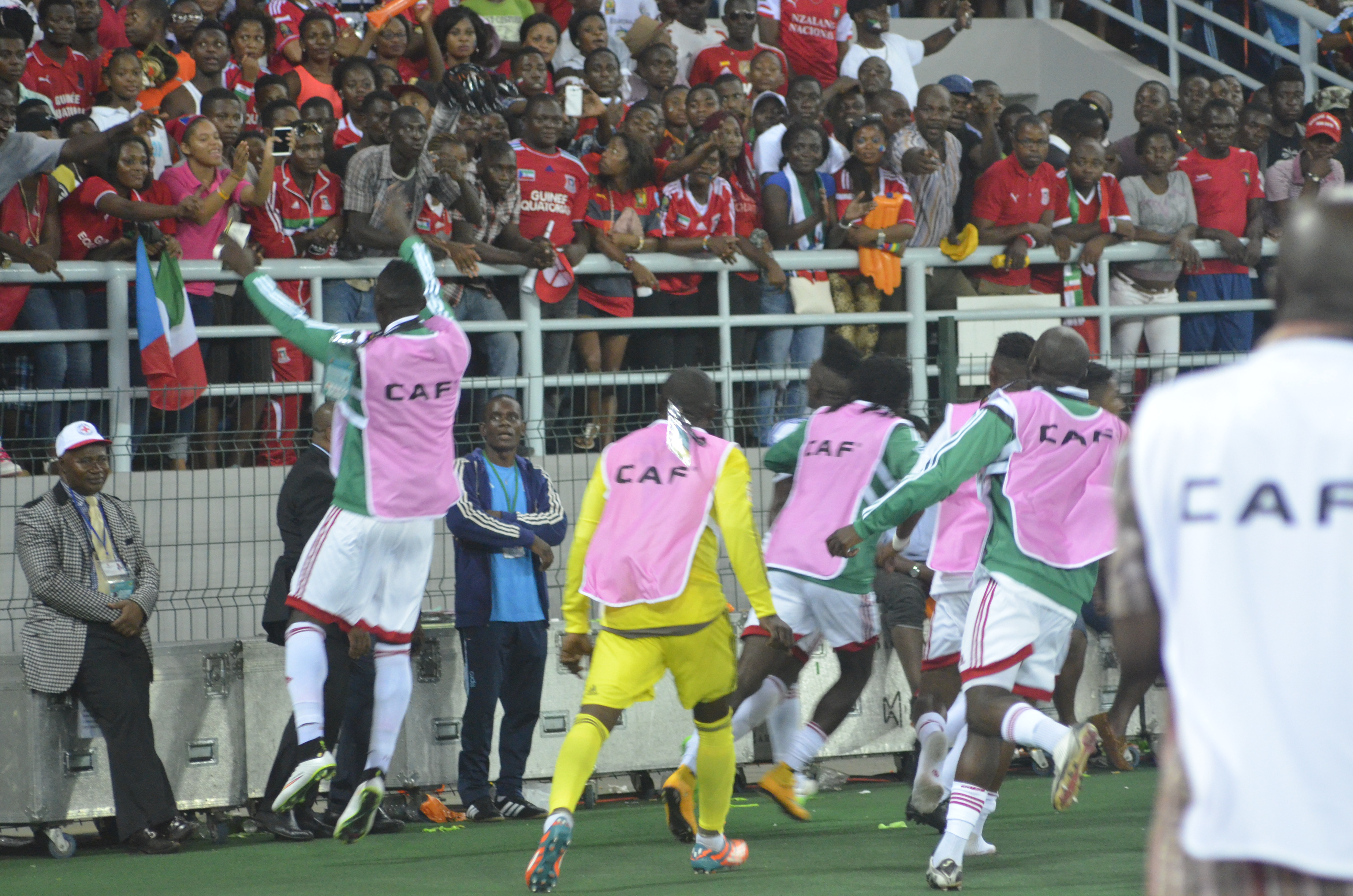
Jugadores de la República del Congo celebran un gol en 2015.

- Primera División del Congo - primera categoría de la liga regular de clubes
- Copa de Congo de Fútbol - competición anual de clubes mediante eliminación directa
- Supercopa de la República del Congo

## Principales clubes
A fecha de 2019, los clubes que acumulan más títulos son los siguientes:
- Étoile du Congo
- Diables Noirs
- CARA Brazzaville
- Léopards de Dolisie
- Inter Club Brazzaville
- AS Cheminots
- Vita Club Mokanda
- Patronage Sainte-Anne
- AS Otôho
- Saint Michel d'Ouenzé
- Munisport de Pointe-Noire
- AS Police Brazzaville

## Jugadores destacados
Fuentes:
Desde 1960
- Germain Dzabana Jadot
- Maxime Matsima
- Jacques Yvon Ndolou

Desde 1970
- Jonas Bahamboula Tostao
- Jean-Michel M'Bono
- Noël Minga Pépé
- Paul Moukila
- François M'Pelé
- Gabriel N'Dengaki
- Joseph N'Gassaki
- Joseph Wamba

Desde 1980
- Dominique Kiemba
- Jean-Jacques N'Domba
- Alphonse Yanghat

Desde 1990
- Florent Baloki-Milandou

Desde 2000
- Oscar Ewolo
- Destin Makita
- Christopher Samba

Desde 2010
- Delvin N'Dinga
- Francis N'Ganga
- Prince Oniangué
- Brice Samba

## Principales estadios

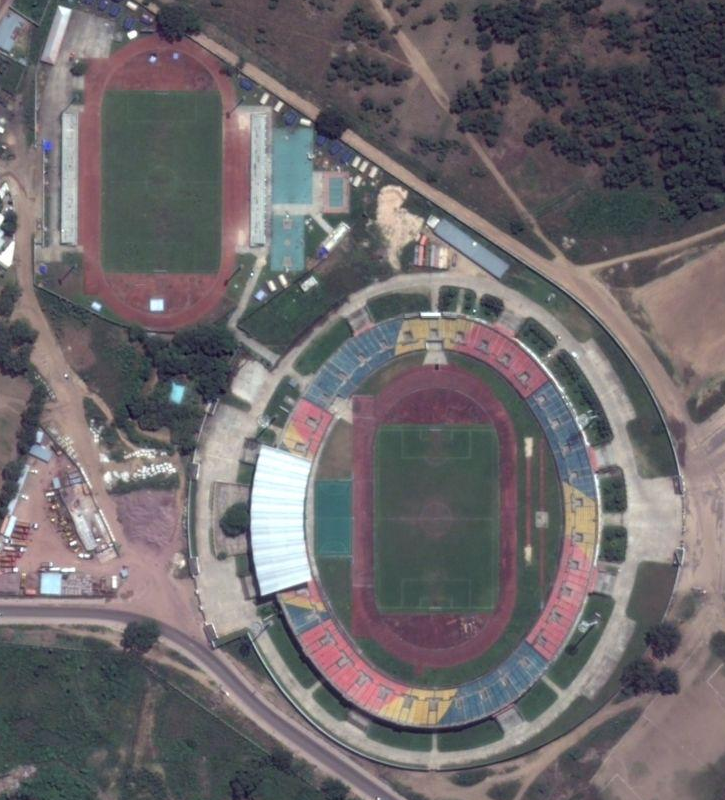
Estadio Alphonse Massemba-Débat.

| # | Estadio                           | Capacidad | Ciudad       |
| - | --------------------------------- | --------- | ------------ |
| 1 | Estadio Municipal de Kintélé      | 60 000    | Brazzaville  |
| 2 | Estadio Alphonse Massemba-Débat   | 33 037    | Brazzaville  |
| 3 | Estadio Municipal de Pointe-Noire | 13 594    | Pointe-Noire |
| 4 | Estadio Omnisport Marien Ngouabi  | 13 037    | Owando       |
| 5 | Estadio Omnisports de Kinkala     | 12 000    | Kinkala      |